# Croad Langshan
Pour les articles homonymes, voir Langshan Allemande.
La Croad Langshan est une race de poules domestiques.

## Origine
La Croad Langshan, originellement appelée simplement Langshan, est originaire de Chine. Son nom, qui signifie « montagne du loup » en chinois, indique son exacte provenance : cette montagne est proche de Nantong, sur la rive gauche de l'embouchure du fleuve Yangtze Kiang. Elle y a été élevée depuis de nombreuses années, comme l'indiquent ses qualités de reproduction prédominantes sans négliger la qualité et quantité de la chair. 
Les premières Langshan d'Europe furent officiellement importées en Grande-Bretagne en 1872 par le commandant F. T. Croad, bien qu'il soit probable que des spécimens de la race fussent importés auparavant sous ce même nom. Le nom de Croad fut ajouté par la suite pour cette catégorie spécifique originelle de Langshan afin d'honorer la nièce du commandant, A.C. Croad, dans ses efforts pour imposer la race. En effet une dispute s'éleva dans chacun de ces deux pays entre les éleveurs de Cochins et ceux de Langshan, jusqu'à ce que la Langshan fût reconnue comme race à part entière. Ce fut le but premier de la création du club de la Langshan en 1904. Elles furent exposées pour la première fois en 1872 à Crystal Palace, et exportées aux États-Unis en 1898. 
La race subit un net déclin vers la fin de la guerre de 1939-1945, puis fut ranimée par la Rare Poultry Society (Société pour (la sauvegarde des) espèces rares) jusqu'à la re-formation du club de la langshan en 1979. Elle fait partie de la liste du Rare Breeds Survival Trust (Fondation pour la Survie des races rares), catégorie « survie critique » - les éleveurs de la race pure sont rares.
Elle est à l'origine de plusieurs races mixtes : poule de Marans, orpington, poule d'Estaires, barnevelder, Géante de Jersey (créée en New Jersey aux U.S.A.), Cochin noire...

## Description
C'est une volaille de grande taille. Elle a un port de tête élevé, la queue large et haute, la poitrine profonde et longue est proéminente sur l'avant. Le tout lui donne un dos au profil en U.
La couleur originelle est noir moiré de vert ; le noir moiré de pourpre est un défaut éliminatoire pour le standard. Des taches blanches apparaissent parfois dans le plumage, moins souvent que pour la Cochin. Les Langshan blancs ont été créés par la suite. Les tarses sont emplumés légèrement sur leur face externe, ainsi que le doigt de pied extérieur - une caractéristique que l'on retrouve chez la Marans. De couleur ardoise foncé, ils s'éclaircissent légèrement après un an. La peau sous les écailles et entre les doigts tire sur le rose.
C'est une race à deux fins, bonne pondeuse et de chair fine.
Les autres catégories de cette race, créées ultérieurement principalement pour leur aspect esthétique, incluent la Langshan allemande, la Langshan australienne, et les Langshan modernes de stature élevée.
Elle est reconnue parmi les 108 races de poule du British Poultry Standard.

### Standard officiel
- Masse idéale : Coq :  minimum 4,1 kg ; poule : minimum 3,2 kg.
- Crête : simple
- Oreillons : rouges
- Couleur des yeux : brun
- Couleur des tarses : ardoise foncé
- Variétés de plumage : noir / blanc
- Œufs à couver : min. 60g, coquille brun foncé
- Diamètre des bagues : Coq : 24 mm ; Poule : 22 mm

## Sources et références
1. ↑  Croad 1889, p. 12
2. ↑  (en) « The Croad Langshan Club for Croad Langshans chickens - croadlangshans » [archive du 8 février 2011] , sur mikek.org.uk (consulté le 11 décembre 2024)
3. ↑  Croad 1889, p. 17
4. ↑  Croad 1889, p. 115-118
5. ↑  Croad 1889

- Le Standard officiel des volailles (Poules, oies, dindons, canards et pintades), édité par la Société centrale d'aviculture de France.